# Panimerus przhiboroi
Panimerus przhiboroi är en tvåvingeart som beskrevs av Wagner 2005. Panimerus przhiboroi ingår i släktet Panimerus och familjen fjärilsmyggor. Inga underarter finns listade i Catalogue of Life.